# Erlend Loe
Erlend Loe (n. 24 mai 1969, Trondheim, Norvegia) este un scriitor norvegian.

## Romane
- Tatt av kvinnen (1993)
- Naive, Super (1996)
- L (1999)
- Fakta om Finland (2001)
- Doppler (2004)
- Volvo lastvagnar (2005)
- Muleum (2007)
- Kurtby (2008)
- Tines Påskekrim (2009)
- Stille dager i mixing part (2009)